# Gun Hill Road (línea White Plains Road)
Gun Hill Road es una estación en la línea White Plains Road del Metro de Nueva York de la división A del Interborough Rapid Transit Company (IRT). La estación se encuentra en Williamsbridge y Allerton, Bronx entre East Gun Hill Road y White Plains Road. Los trenes de los servicios  y  se detienen en esta estación.